# Психологическое насилие
Психологическое насилие, также эмоциональное или моральное насилие — форма насилия, которая может приводить к психологической травме, в том числе тревожности, депрессии, посттравматическому стрессовому расстройству а косвенно пострадавших к вторичному травматическому стрессу и вследствие к вторичному травматическому стрессовому расстройству. Этот вид насилия характерен для ситуаций дисбаланса власти, например для насильственных отношений, травли, в частности на рабочем месте, и насилия над детьми.

## Формы
В шкале конфликтных тактик (англ. Conflict tactics scale, CTS), применяемой во многих психологических исследованиях, выделяется около 20 характерных проявлений психологического насилия, объединённых в три более общих категории:
- вербальная и невербальная агрессия (например, высказывания, имеющие целью вызвать у человека обиду или раздражение);
- доминантное поведение (например, ограничение общения человека с его родственниками);
- умышленная провокация чувства ревности у другого человека, а также проявление насилия из-за собственной ревности (например, обвинения в супружеской неверности)[4].

К проявлениям психологического насилия также относят унижающие действия, направленные на подрывание самооценки и самоуважения (чувства собственного достоинства) человека (например, постоянную критику, преуменьшение способностей человека, оскорбления), запугивание, угрозы причинения физического вреда самому себе, партнёру, детям, друзьям или родственникам партнёра, убийство домашних животных, уничтожение личных вещей партнёра, насильственную изоляцию от семьи или друзей, газлайтинг (отрицание фактов насилия в прошлом).
Во многих исследованиях отмечается, что, в отличие от физического и сексуального насилия, единичный инцидент не является эмоциональным насилием. Для этого вида насилия характерно формирование климата или поведенческого паттерна, и важным компонентом для выявления эмоционального насилия является систематический, повторяющийся характер. Эмоциональное насилие может быть намеренным или неосознанным, но это всегда длящееся поведение, а не единичный случай.
Самой тяжелой формой психоэмоционального насилия является психологическая пытка, запрещённая Конвенцией ООН против пыток 1984 года.

## Последствия психологического насилия
У детей, выросших в семьях, где применялось межличностное насилие, в том числе психологическое, наблюдаются такие серьёзные нарушения, как хроническая депрессия, тревожность, посттравматическое стрессовое расстройство и диссоциация. Как отмечают исследователи, последствия эмоционального насилия существенно не отличаются от последствий физического насилия.
Психологическое насилие на рабочем месте также может приводить к появлению признаков посттравматического стрессового расстройства (сверхбдительности, навязчивых образов, замкнутого поведения).
Многие пережившие психологическое насилие не опознают совершённые в отношении них злоупотребления как насилие. Психологическое насилие также часто приводит к затруднениям в различении и вербальном описании своих эмоций (алекситимии).
Косвенно пострадавшие персоны, от психологического насилия, подвергаются вторичному травматическому стрессу который впоследствии, в случае длительного наблюдения за насилием, может привести у данных индивидуумов к развитию вторичного травматического стрессового расстройства.

## Свойства насильников
Основной причиной совершения психологического насилия является стремление к власти и контролю над другими людьми.
Для людей, склонных к эмоциональному насилию, характерны такие черты, как повышенная подозрительность и склонность к ревности, внезапные и резкие перепады настроения, недостаток самоконтроля, склонность к оправданию насилия и агрессии. Также у людей, совершающих психологическое и физическое насилие, часто наблюдаются расстройства личности.
Нередко насильники избегают выполнения домашних обязанностей или стремятся полностью контролировать семейный бюджет. Насильники могут быть очень манипулятивными, привлекая на свою сторону друзей и даже родственников пострадавшей и / или страдающий персоны и возлагая на пострадавшую и или страдающую персону вину за совершённое ими насилие.

## Ответственность

### Россия
Формально федеральным законодательством в России не предусмотрена гражданская, административная или уголовная ответственность за психоэмоциональное насилие в его различных формах. Однако в случае если последствием подобного насилия стали причинение среднего или более тяжкого вреда здоровью жертвы лицо может быть привлечено к ответственности.
При систематическом унижении человеческого достоинства, угрозы и другие формы психоэмоционального насилия, повлекшие покушение на самоубийство или самоубийство — лишение свободы сроком на 5 лет (ст.110 УК РФ). В случае, если психоэмоциональное насилие вызвало психогенную депрессию и другие острые и хронические психические заболевания, классифицируемые как умышленное причинение вреда здоровью средней тяжести, тогда предусмотрена уголовная ответственность, максимальное наказание за которое — лишение свободы сроком на 3 года (ст.112 УК РФ).
Согласно конвенции ООН 1984 года против пыток, во всех странах мира, включая Россию, предусмотрена уголовная ответственность за истязания и пытки, разновидностью которых может быть психологическая пытка. В Российском закондательстве, однако, ответственность за психологические истязания не закреплены. Психологические истязания, произведённые путём нанесения побоев, могут повлечь лишение свободы согласно ч.2 ст.117 УК РФ.